# Elio Gigante
Elio Gigante (Pozzuolo del Friuli, 27 giugno 1907 – 17 agosto 1995) è stato un impresario teatrale italiano.

## Biografia
Ha intrattenuto rapporti di lavoro con noti personaggi dello spettacolo come Wanda Osiris, Anna Magnani, Totò, Ugo Tognazzi, Alberto Sordi, Carlo Dapporto, Milva e Mina (fino agli ultimi concerti della cantante a Bussoladomani nel 1978). 
Nel 1972 ha accettato di organizzare il Festival di Sanremo ad una condizione: "Faccio il festival, ma niente intrallazzi e niente soldi. Prima faccio il Festival e poi, se tutto andrà bene, mi pagherete". Gigante ha partecipato all'organizzazione del Festival anche per le edizioni del 1974 e 1975, insieme a Gianni Ravera ed Ezio Radaelli.
Nel 1969 ha avuto una parte nel film Fellini Satyricon di Federico Fellini.